# Herb gminy Bielany
Herb gminy Bielany – jeden z symboli gminy Bielany, autorstwa Kamila Wójcikowskiego i Roberta Fidury, ustanowiony 9 listopada 2022.

## Wygląd i symbolika
Herb przedstawia na tarczy w polu błękitnym od czoła dwa krzyże kawalerskie srebrne w pas, od podstawy kruk czarny z rozpostartymi skrzydłami, trzymający w dziobie pierścionek z klejnotem srebrnym.
Herb gminy upamiętnia licznie występujące na terenie gminy rody szlacheckie. Kruk z pierścionkiem to element herbu Ślepowron, którego używało kilka rodzin szlacheckich żyjących na obszarze gminy, w tym można rodzina Wężów oraz Rozbiccy – fundatorzy parafii w Rozbitym Kamieniu, a także pochodzący od nich Kudelscy z Kudelczyna. Dwa krzyże kawalerskie symbolizować mają ogół pozostałej miejscowej szlachty różnych herbów, których wiele miało jako jedno z godeł krzyż kawalerski, m.in. Lubicz, Krzywda, Jastrzębiec. Barwa pola herbu wywiedziona została z barwy pola herbu Ślepowron.